# Liste der Naturdenkmale in Ballrechten-Dottingen
| Naturdenkmale | Anzahl |
| ------------- | ------ |
| FND           | 0      |
| END           | 11     |
| Gesamt        | 11     |

Die Liste der Naturdenkmale in Ballrechten-Dottingen nennt die verordneten Naturdenkmale (ND) der im baden-württembergischen Landkreis Breisgau-Hochschwarzwald liegenden Gemeinde Ballrechten-Dottingen. In Ballrechten-Dottingen gibt es insgesamt elf als Naturdenkmal geschützte Objekte, keines ist ein flächenhaftes Naturdenkmal (FND), alle sind Einzelgebilde-Naturdenkmale (END).
Stand: 31. Oktober 2016.

## Einzelgebilde (END)
| Name                          | Bild | Kennung     | Einzelheiten          | Position | Fläche Hektar | Datum        |
| ----------------------------- | ---- | ----------- | --------------------- | -------- | ------------- | ------------ |
| 1 Linde                       | BW   | 83150080007 | Ballrechten-Dottingen | ⊙        | 0,0           | 31. Mai 2006 |
| 1 Linde                       | BW   | 83150080008 | Ballrechten-Dottingen | ⊙        | 0,0           | 31. Mai 2006 |
| 1 Linde                       | BW   | 83150080009 | Ballrechten-Dottingen | ⊙        | 0,0           | 31. Mai 2006 |
| 1 Linde                       | BW   | 83150080010 | Ballrechten-Dottingen | ⊙        | 0,0           | 31. Mai 2006 |
| 1 Sommerlinde in Metzgergasse | BW   | 83150080004 | Ballrechten-Dottingen | ⊙        | 0,0           | 31. Mai 2006 |
| 1 Sommerlinde                 | BW   | 83150080003 | Ballrechten-Dottingen | ⊙        | 0,0           | 31. Mai 2006 |
| 1 Stieleiche                  | BW   | 83150080001 | Ballrechten-Dottingen | ⊙        | 0,0           | 31. Mai 2006 |
| 1 Stieleiche                  | BW   | 83150080002 | Ballrechten-Dottingen | ⊙        | 0,0           | 31. Mai 2006 |
| 1 Stieleiche                  | BW   | 83150080005 | Ballrechten-Dottingen | ⊙        | 0,0           | 31. Mai 2006 |
| 1 Stieleiche                  | BW   | 83150080006 | Ballrechten-Dottingen | ⊙        | 0,0           | 31. Mai 2006 |
| 3 Traubeneichen               | BW   | 83150080011 | Ballrechten-Dottingen | ⊙        | 0,0           | 31. Mai 2006 |
| Legende für Naturdenkmal      |      |             |                       |          |               |              |